# Alma Wakili
Alma Abbo Wakili (Zing, 2 settembre 1996) è un calciatore nigeriano, difensore del BSC Preußen 07.

## Carriera
Dal 2014 al 2016 ha giocato nella seconda divisione belga con l'Eupen; in seguito, ha giocato nella prima divisione lituana col Trakai, con cui nella stagione 2017-2018 ha anche giocato 6 partite nei turni preliminari di Europa League; con il club lituano ha inoltre ottenuto un secondo posto in classifica nel campionato lituano (nel 2016), ed ha perso (giocandola da titolare) una Supercoppa di Lituania (2017).
Il 29 gennaio 2018 viene acquistato a titolo definitivo per 50.000 euro dalla squadra macedone dello Škendija, con cui realizza una rete in 9 presenze nel campionato macedone, che vince; nella stessa stagione, vince inoltre anche la Coppa di Macedonia.

## Palmarès

### Club

#### Competizioni nazionali
- Campionato macedone: 1

Škendija: 2017-2018
- Coppa di Macedonia: 1

Škendija: 2017-2018